# Nog (personaggio)
Nog è un personaggio immaginario dell'universo fantascientifico di Star Trek. Interpretato da Aron Eisenberg, appare nella serie televisiva Star Trek: Deep Space Nine.

## Storia del personaggio

### Timelineclassica
Figlio di Rom e nipote di Quark, Nog è un giovane Ferengi trasferitosi con la famiglia sulla stazione spaziale Deep Space Nine pochi anni dopo che la madre Pindora aveva abbandonato lui e il padre Rom per sposare un più ricco partito. 
È molto basso di statura, anche secondo gli standard ferengi. 
Nonostante le divergenze culturali, Nog stringe subito un forte legame di amicizia con Jake Sisko, figlio del comandante Benjamin Sisko. Nei primi episodi passa la maggior parte del tempo con Jake a guardare le ragazze che percorrono la passeggiata e coinvolge l'amico nelle sue rischiose marachelle. In seguito, convinto da Jake, inizia a frequentare la scuola di Keiko, malgrado la contrarietá della famiglia (i ferengi infatti non vanno a scuola, vengono educati al mondo degli affari direttamente sul campo) iniziando ad apprendere nozioni scientifiche molto interessanti e ad entrare nell'ottica dei valori della Federazione dei Pianeti Uniti, completamente diversi da quelli dei Ferengi, basati sulle Regole dell'acquisizione, che impongono come metro di giudizio di ogni azione il profitto che se ne ricava.
Nella terza stagione, compiuta la maggiore età, Nog decide di arruolarsi nella Flotta Stellare e ottiene una lettera di presentazione dal comandante Sisko, guadagnandosi così l'ingresso all'Accademia della Flotta Stellare. Gli anni dell'addestramento sono duri e al suo ritorno sulla stazione il cadetto Nog appare molto diverso: estremamente preciso, laborioso e disciplinato, al punto che il suo migliore amico Jake fatica a riconoscerlo. Nella quinta stagione il giovane Ferengi viene assegnato dalla Flotta Stellare alla stazione Deep Space Nine per l'addestramento sul campo, dove lavora principalmente sotto la supervisione del capo Miles O'Brien rivelando buone capacità ingegneristiche. Riceve una promozione dal capitano Sisko durante la guerra del Dominio diventando guardiamarina.
Benché nelle prime stagioni venga descritto come un piccolo monello indisciplinato, dedito a piccoli furti e scherzi di ogni genere, Nog si rivela col tempo il più intelligente della sua famiglia, combinando l'acume per gli affari tipico dei Ferengi, le doti tecniche trasmesse dal padre e il senso di onestà e onore appreso in Accademia. Nella stagione finale diviene meno rigido di carattere, inizia a sentirsi a suo agio nei suoi incarichi, riuscendo a far convivere armoniosamente le Regole dell'Acquisizione con le Regole della Flotta: ad esempio è molto in gamba nel procurare pezzi di ricambio e merce varia per gli ufficiali, sfruttando ad arte le sue conoscenze.
Spesso di servizio sulla nave stellare USS Defiant NX-74205, si distingue nella guerra del Dominio (tra la Federazione e il Dominio), dimostrando disciplina, freddezza e volontà, ma perdendo una gamba in battaglia a causa di un colpo di un disgregatore jem'hadar. Gli viene impiantato un arto biosintetico che sostituisce perfettamente quello perduto, ma il contraccolpo psicologico è forte e il guardiamarina cade in un profondo disturbo depressivo dal quale nemmeno l'amico Jake riesce a farlo uscire. Per superare il trauma della guerra gli è di grande aiuto frequentare il club di Vic Fontaine, un programma di Julian Bashir della sala olografica.
Le sue continue missioni nel Quadrante Gamma, condotte su navette di classe Runabout e sulla Defiant, gli fanno meritare la promozione a sottotenente, che è per lui, il primo Ferengi della Flotta Stellare, motivo di grande orgoglio. Questa sua promozione è l'ultima azione che Benjamin Sisko compie in qualità di capitano di Deep Space Nine, prima della sua ascesa al livello trascendente dei Profeti.

### Timelinealternative
In una linea temporale alternativa, all'età di 50 anni Nog è capitano e ha il comando della nave USS Proximity.

### Universo dello Specchio
Nell'Universo dello specchio, Nog è il proprietario del bar su Terok Nor, ereditato dallo zio Quark deceduto tempo prima.

## Interpreti
In tutte e sette le stagioni di Star Trek: Deep Space Nine Nog è interpretato dall'attore Aron Eisenberg e doppiato da Alessio Cigliano.

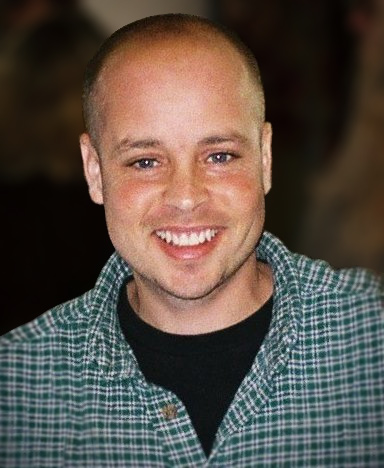
Aron Eisenberg, interprete di Nog

## Filmografia
- Star Trek: Deep Space Nine - serie TV, 47 episodi (1993-1999)

## Libri (parziale)

### Romanzi
- (EN) Dafydd ab Hugh, Fallen Heroes, collana Star Trek: Deep Space Nine, n. 5, New York, Pocket Books, 1994, ISBN 067188459X.
- (EN) Greg Cox e John Gregory Betancourt, Devil in the Sky, collana Star Trek: Deep Space Nine, n. 11, New York, Pocket Books, 1995, ISBN 0671881140.
- (EN) Diana G. Gallagher, Arcade, collana Star Trek: Deep Space Nine: Young Adult, illustrazioni di Todd Cameron Hamilton, n. 11, New York, Minstrel/Pocket Books, 1995, ISBN 0671896784.

## Giochi

### Videogiochi
- Star Trek Online (2010)
- Star Trek Timelines (2020)

## Omaggi
- Nell'episodio Provarci fino alla morte (Die Trying, 2020) della serie televisiva Star Trek: Discovery, compare per pochi secondi l'astronave di classe Eisenberg USS Nog NCC-325070, in memoria di Aron Eisenberg, morto all'età di 50 anni nel 2019.[8]